# 香港車輛牌照

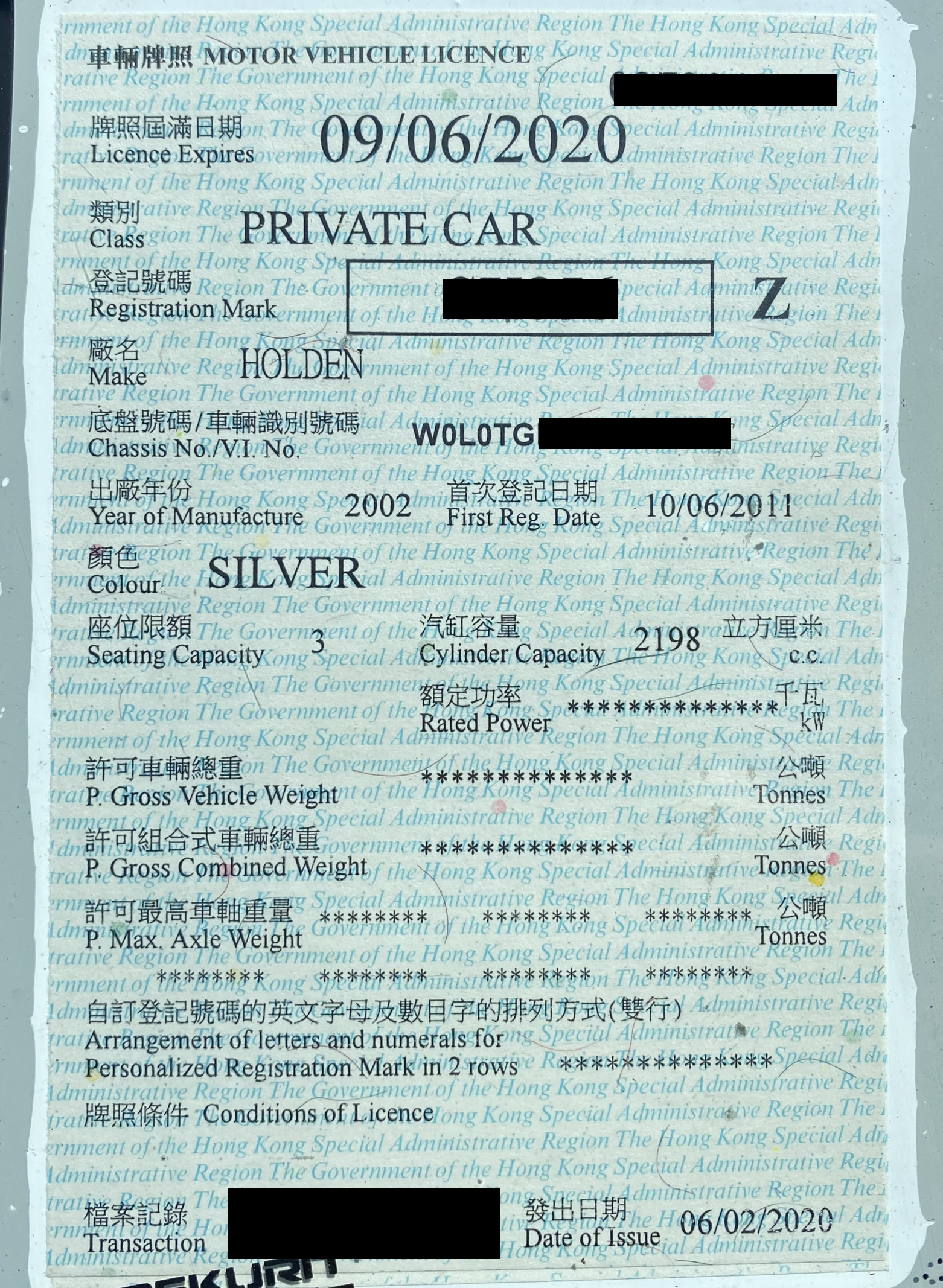
香港車輛牌照

車輛牌照（Motor Vehicle Licence），別稱「行車證」，是由香港運輸署發出的車輛行駛證明文件，所有香港機動車輛皆須掛上車輛牌照才可在香港街道行走。

## 政策
一部車輛通常只要登記一次，由運輸署編配車輛登記（車牌）號碼，並將車輛予以適當分類，例如私家車、輕型貨車等。發出車輛牌照，即給予車輛在道路上行駛的權利。牌照有效期分一年及四個月兩種。
本港的汽車代理商通常會替顧客申請車輛登記及領牌，但如果私人進口車輛，則須親自辦理該等手續。
車輛登記後，亦須領取牌照。登記車主可獲發給一個車輛牌照（行車證），並須張貼於車頭擋風玻璃的左邊；而無固定擋風玻璃的車輛，行車證須展示在該車左邊的當眼處，並於該車前面能清楚看見。
申報由汽車首次登記後6個月內在車上安裝的配件詳情及／或為汽車取得應課稅保證的詳情，並就汽車增值而繳付首次登記稅附加稅。申報一事，須在裝上配件後5個工作天內及／或於訂立應稅保證合約日期後5個工作天內辦妥。

### 續期
車輛牌照可於期滿前4個月內換領，申請時須填寫指定表格（TD 558），連同最近3個月發出的地址證明及有關指定文件，一併交回辦理。
逾期後始申請換領的車輛牌照，其有效期由牌照發出日起計；而由原有牌照屆滿日期起至新牌照生效日止期間必須繳交附加費，按每日加收一年應付牌費的0.33%計算。

### 大嶼山
大部分嶼巴的專營巴士都領有僅在大嶼山使用的汽車的牌照，分別在於相關牌照的牌照費只是一般牌照的牌照費的四分之一，因此嶼巴旗下所有新登記巴士都會先領取該類牌照，然後再因應行走B2 B2P線的用車需要，安排旗下巴士補交牌費，同時為相關車輛領取「邊境封閉道路通行許可證」。

### 更改車輛登記細節
車輛登記細節（如車主的姓名、地址、身分證明文件或車身顏色、引擎號碼、座位數目等）如有任何更改，登記車主必須填妥運輸署表格（TD 559），在72小時內通知運輸署牌照事務處。車輛登記文件及車輛牌照（如適用者）亦須交出，以供修改。

## 牌照內容
車輛牌照會顯示車輛的細節，包括以下資料：
- 到期日
- 車輛登記號碼（車牌）
- 類別
- 廠名
- 底盤編號
- 出廠年份
- 首次登記日期
- 車身顏色
- 座位及企位數目
- 載重（行李重量、總重及軸承）
- 簽發日期
- 發牌條件（如有）

專利巴士的牌照類別會顯示「PUBLIC BUS」，旁邊加上巴士公司名稱，發牌條件加入《公共巴士服務條例》（香港法例第230章）的英文簡稱。非專利巴士的牌照類別會顯示「PUBLIC BUS」，發牌條件附註「LICENSING CONDITIONS FOR A NON-FRANCHISED BUS」（非專利巴士發牌條件）。

## 外部連結
- 運輸署官方網站：怎樣申領車輛牌照及駕駛執照 （页面存档备份，存于）
- 運輸署官方網站：有關車輛牌照及登記的申請事項 （页面存档备份，存于）
- 第374E章 第23條 僅在大嶼山使用的汽車的領牌 (道路交通(車輛登記及領牌)規例; 道路交通條例) （页面存档备份，存于）
- 第374E章 第23A條 僅在大嶼山私家路使用的汽車的領牌 (道路交通(車輛登記及領牌)規例; 道路交通條例) （页面存档备份，存于）